# Heinrich Beda
Ernst Louis Heinrich Beda (* 2. Juli 1863 in Wolfswinkel; † 18. September 1929 in Wurzen) war ein deutscher Unternehmer und nationalliberaler Politiker (NLP, DDP).

## Leben und Wirken
Der Sohn des Papierfabrikanten Louis Beda in Lastau absolvierte eine Ausbildung zum Papiertechniker. Er war technischer Leiter der Holzstoff- und Papierfabriken AG in Niederschlema, in der Gustav Rostosky die kaufmännische Leitung innehatte. Im Juli 1897 gründete er gemeinsam mit dem Kaufmann Franz Louis Fiedler aus Colditz die Papierfabrik Beda & Fiedler in Wurzen. Fiedler schied 1900 aus dem Unternehmen aus, so dass Beda Alleininhaber der nunmehr als Fa. Heinrich Beda firmierenden Fabrik wurde. Nachdem im Juli 1918 seine beiden Söhne Ferdinand Louis Heinrich und Johannes Gerhard als Teilhaber in die Firma eingetreten waren, zog sich Beda im März 1922 komplett aus den Geschäften zurück.
Politisch engagierte sich Beda in der Nationalliberalen Partei. Von 1907 bis 1913 war er Stadtverordneter und anschließend bis Ende 1919 Stadtrat seiner Heimatstadt Wurzen. Von 1909 bis 1918 vertrat er den 8. städtischen Wahlkreis in der II. Kammer des Sächsischen Landtags. In der Anfangsphase der Weimarer Republik gehörte er für die Deutsche Demokratische Partei (DDP) noch der Sächsischen Volkskammer an, legte aber am 7. Januar 1920 sein Mandat krankheitsbedingt nieder.